# Labeuville
Labeuville é uma comuna francesa na região administrativa de Grande Leste, no departamento de Meuse. Estende-se por uma área de 9,58 km². Em 2010 a comuna tinha 142 habitantes (densidade: 14,8 hab./km²).